# Scoloplos intermedius
Scoloplos intermedius är en ringmaskart som först beskrevs av Hartman 1965.  Scoloplos intermedius ingår i släktet Scoloplos och familjen Orbiniidae. Inga underarter finns listade i Catalogue of Life.